# Мисс пресса СССР
«Мисс Пресса СССР» — конкурс, придуманный журналистом «Комсомольской правды» Алексеем Романовым, который впервые прошел весной 1991 года под патронажем газеты «Комсомольская правда». Финальный этап конкурса, который впоследствии в прессе окрестили как «Праздник умной красоты», проходил в средиземноморском круизе, что для советской эпохи было достаточно экзотическим мероприятием. Впервые тогда Алексей Романов пригласил в круиз многих звёзд отечественной эстрады, которые, в благодарность за возможность посмотреть мир, должны были отрабатывать несколько концертов. Своими выступлениями конкурс «иллюстрировали» Азиза, Лолита и Александр Цекало, Филипп Киркоров, Олег Газманов, Андрей Макаревич и «Машина Времени», Крис Кельми и мн. др. Такой формат путешествия — круиз + конкурс или какая-либо другая программа + концерты звёзд эстрады — стал впоследствии очень популярен и востребован.
Идейным вдохновителем и организатором круиза и конкурса выступил спортивный обозреватель и помощник главного редактора «Комсомольской правды» Алексей Романов, который впоследствии перевел проведение конкурсов под брендом «Мисс Пресса» на коммерческие рельсы. Такие круизы проводились им вплоть до 2005 года.

## Замысел
В отличие от других конкурсов красоты, этот задумывался именно как «праздник умной красоты», утверждал его создатель:

Мне захотелось организовать необычный конкурс. Не такой, где длинноногие, ярко накрашенные красавицы выходят то в купальниках, то в вечерних туалетах и говорят по одной заученной фразе, а такой, где девушки смогли бы раскрыть не только внешнюю, но и внутреннюю красоту, показать индивидуальность.— Советский спорт — Наша девушка в круизе сразила всех.

## Победители
Двадцатилетняя Анна Даниленко, ведущая телепрограммы «Зебра» Ленинградского телевидения, стала первой обладательницей уникального титула. Её успех на всесоюзном конкурсе оказался неповторим: успев родиться в ещё не развалившемся Советском Союзе, конкурс так и остался единственным. Начиная с 1992 года конкурс проводился под брендом «Мисс Пресса».

Вице-мисс, воронежская журналистка Алла Волохина, до того как стать звездой РБК-ТВ, вела новости ОРТ, «Вести», ТСН, программу «Скандалы недели». Как и следовало ожидать, для большинства конкурсанток «Мисс пресса СССР» послужила своеобразным трамплином в профессиональной карьере. Даже те, кто не побеждал, устраивались работать по профессии.
Пётр Подгородецкий в своих мемуарах вспоминал:

Чуть ли не первые наши гастроли в «новом старом» составе были связаны с круизом под названием «Мисс пресса». В то время подобные конкурсы в СССР только начали проводить, а «Мисс пресса» вообще проходил впервые. Самое интересное — это то, что сами «миски» почему-то никому не запомнились. Правда, одну из них мы через несколько лет совершенно случайно встретили в Нью-Йорке, где, к нашему удивлению, она не мыла посуду и не стояла на панели, а работала в американской газете и писала на английском языке.— П. Подгородецкий. «Машина» с евреями

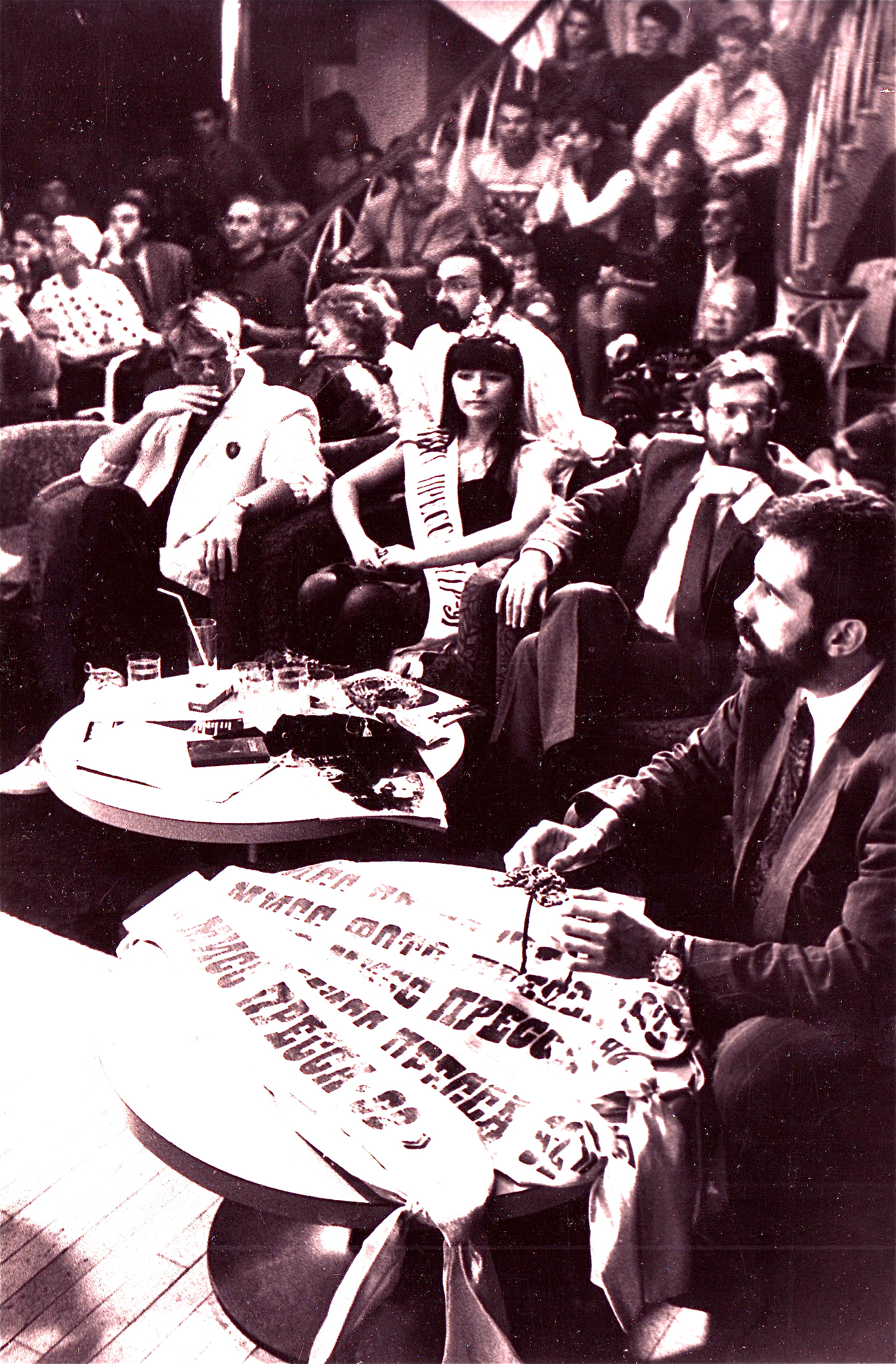
Слева направо: автор фильма Е. Додолев, «Мисс пресса СССР» А. Даниленко, член жюри, организатор А. Романов

Почти все финалистки меняли после завершения плановых мероприятий конкурса рабочее место, а многие и семейный статус.

 Аэлита Ефимова (позднее — пресс-атташе Альфреда Коха) после конкурса перешла из газетной журналистики на телевидение; Ника Стрижак из Петербурга реализовала новый популярный телепроект; москвичка Яна Чернуха получила работу на ОРТ.

## Фильм
О работе оргкомитета и самом мероприятии снят документальный фильм телекомпании ВИD «Мисс Пресса». Автор фильма Евгений Додолев, экс-ведущий закрытой на тот момент программы «Взгляд» сделал попытку эмпирически вычислить развлекательный формат, который позволил бы заполнить традиционную «взглядовскую» нишу (вечер пятницы на Первом канале). Подобные экзерсисы осуществляли в ту пору все «взглядовцы», но последовательным оказался режиссёр ленты Иван Демидов, который в период работы над «Мисс прессой» (весной 1991 года), сумел доработать концепцию своей программы «МузОбоз», стартовавшей синхронно (февраль 1991 года) с началом работы над проектом Додолева. Об истории создания фильма рассказано в книге «Битлы перестройки».

## Итог
В 2001 году конкурс «Мисс пресса» был официально сертифицирован и занесен в Книгу рекордов России.
Десятилетний рубеж организаторы конкурса преодолели, невзирая на финансовые трудности, которые переживала индустрия развлечений после дефолта 1998 года.
Режиссёр ленты Иван Демидов во время работы над фильмом снял клип на песню Криса Кельми с участием двух молодых сочинских танцоров. Один из них после эфира был приглашен в Москву: Андрей Григорьев-Аполлонов и поныне выступает в составе трио «Иванушки International».
Сценарист конкурса Дмитрий Муратов, уйдя из «Комсомольской правды», возглавил проект «Новая газета».